# 桜井政甫
桜井 政甫（さくらい まさすけ、正徳元年（1711年） - 没年不詳）は、江戸時代の旗本。官位は従五位下丹後守。父は桜井政英、母は水野親信の娘。妻は新見正員の娘。子に桜井在屋、高木次賢。
常陸国真壁郡内に七百石を知行した。

## 来歴
享保10年（1725年）12月7日、徳川吉宗に拝謁。延享元年（1744年）11月20日、父・政英の跡をうけ家督を継ぐ。宝暦2年（1752年）に御先弓頭および盗賊追捕（火付盗賊改方）、同3年（1753年）7月5日に日光奉行となり、同年11月15日従五位下丹後守に叙する。同5年（1755年）7月まで日光奉行を勤めたのち大坂西町奉行に進むが、同7年（1757年）8月27日、新たな開墾地の年貢を受け取りながらそれを上に報告しないなどの罪により免職、小普請組に入れられ遍塞となる。同8年（1758年）正月に許され、明和2年（1765年）8月4日致仕した。